# Hiromi Takeuchi
Pour les articles homonymes, voir Takeuchi.
Hiromi Takeuchi, née le 14 mars 1966 à Tokyo, est une patineuse de vitesse sur piste courte japonaise.

## Biographie
Aux épreuves de Patinage de vitesse sur piste courte aux Jeux olympiques de 1988, elle prend l'argent au relais avec Yumiko Yamada, Eiko Shishii et Nobuko Yamada.